# Adoretus moultoni
Adoretus moultoni är en skalbaggsart som beskrevs av Ohaus 1914. Adoretus moultoni ingår i släktet Adoretus och familjen Rutelidae. Inga underarter finns listade i Catalogue of Life.